# IRT White Plains Road Line
A Linha White Plains Road (IRT), em inglês:  IRT White Plains Road Line é uma das linhas de trânsito rápido do metrô de Nova Iorque. Foi inaugurada em 10 de julho de 1905 (119 anos). Esta linha é uma secção da rede ferroviária que é operada pelo IRT (em inglês:  Interborough Rapid Transit Company), que é uma subdivisáo da Divisão A do Metrô de Nova Iorque.